# Faustino Rupérez
Faustino Rupérez Rincón (Piquera de San Esteban, Soria; 29 de julho de 1956) é um ciclista espanhol retirado, profissional entre os anos 1979 e 1985.
Como amador, conseguiu uma vintena de triunfos, incluindo entre eles o Campeonato da Espanha. Nessa fase da sua carreira já deu amostras de ser um corredor completo, capaz de fazer um bom papel em provas de um dia, bem como em provas por etapas. Inclusive na mais importante para corredores da sua condição, como o mostra o seu 6.º posto na classificação geral do Tour de l'Avenir de 1978 (acumulando nada menos que 6 Top-Ten em doze etapas de que constava a prova).
Em seu primeiro ano como profissional, Faustino Rupérez foi quarto na Volta a Espanha, somente superado por Zoetemelk, Galdós e Pollentier e por adiante de Pedro Torres, Van Impe, Seznec, Alban ou Alberto Fernández, entre outros. Também foi vencedor no Campeonato da Espanha, apesar de terminar segundo, ao dar positivo o ganhador, Isidro Juárez, num controle antidopagem.
O seu maior sucesso foi a vitória final conseguida na Volta a Espanha de 1980, num momento no que o ciclismo espanhol era frequentemente desmerecido pelos ciclistas estrangeiros. Em parte como nas três últimas edições venceram ciclistas de outros países, enquanto os espanhóis só tinham conseguido três praças de pódio de nove possíveis. Na Volta a Espanha de 1980, Rupérez superou a veteranos do pelotão nacional como Pedro Torres (2.º) e Galdós (8.º), e do pelotão internacional, como De Muynck (7.º) e Thevenet (14.º). Mas, sobretudo, impôs-se a um elenco de jovens chamados a ter um papel muito destacado na nova geração em cernes do ciclismo mundial, caso de Claude Criquielion (3.º), Sean Kelly (4.º), Marino Lejarreta (5.º) ou Roberto Visentini (15.º).
No ano 1981 Rupérez teve dois acidentes, ambos em competição, que lastraram o seu rendimento. Sobretudo na Volta a Espanha, já que chegou muito curto de preparação. Mas o mais grave produziu-se no Giro de Itália, já que obrigou-lhe a abandonar a competição. As crónicas da época contam que se temeu pela sua vida. Ainda que, depois de uma boa recuperação, conseguiu acumular vários triunfos no trecho final da temporada, sendo o mais importante a classificação geral da Volta à Catalunha, superando a Serge Demierre, Marino Lejarreta, Johan Van der Velde e Vicente Belda. Se fixamos-nos nas etapas, Rupérez conseguiu 6 Top-ten em 8 dias de competição, fazendo gala de sua grande regularidade.
Ao longo da sua carreira seguiu conseguindo bons postos nas classificações gerais das grandes rodadas por etapas. Ao todo, foram 7 Top-ten em 7 anos como profissional, destacando o 4.º posto na Volta a Espanha de 1982 ou o 7.º posto do Giro de Itália de 1983 (em cuja edição só quatro ciclistas investiram menos tempo que Rupérez no percurso, mas as exageradas bonificaçõess da época -que chegavam a ser de meio minuto para o vencedor da cada etapa- lhe impediram aceder a esse 5.º posto). Em realidade, atingiu um posto entre os dez primeiros em todas as classificações gerais das grandes rodadas por etapas que disputou e terminou em seis temporadas que vão desde 1978 a 1983, com a única excepção do Giro de Itália de 1980, em que foi 11.º... por só três segundos, enquanto, para nos fazer uma ideia, o 12.º classificado, o francês Bernaudeau, ficou a quase sete minutos de Rupérez. Enquanto, dentro dessas estatísticas, nas temporadas 1982 e 1983 atingiu um "duplo Top-ten" (classificado entre os dez primeiros da geral da Volta a Espanha e do Giro de Itália no mesmo exercício).
O soriano também foi um bom corredor das Voltas de uma semana integradas no calendário internacional, acumulando, aparte da vitória na Volta de 1981, vários pódiums, como um segundo posto na classificação geral da Vuelta (1983); dois segundos postos da geral da Semana Catalã (1979 e 1983) e outro na geral da Volta ao País Basco (1984).
Quanto às provas de um dia, foi seleccionado para participar em todos os Campeonatos do Mundo enquanto foi profissional, atingindo como melhor resultado a quarta praça em 1983. Nessa ocasião foi o grande animador da prova junto ao estadounidense Greg Lemond (1.º), mas perdeu a medalha de bronze por mal meia roda em frente a Stephen Roche, no sprint final de um grupo selecto no que também figuravam Van der Poel (2.º) e Criquielion (5.º). Nessa época as equipas espanholas mal frequentavam as clássicas do calendário internacional. Mas, em seus escassos aparecimentos, Rupérez também teve actuações destacadas nas clássicas de outono italianas, tanto no Giro de Lombardia, como no Giro do Piemonte. Quando Rupérez conseguiu o trinufo na edição de 1982 do Giro do Piemonte, terminou com uma longa seca para ciclismo espanhol, já que se converteu no primeiro espanhol em conseguir uma vitória numa clássica desde 1964. 
Ao longo desses anos, Rupérez foi a alma da equipa ZOR, em cujas fileiras desenvolveu toda a sua trajectória como corredor profissional. Existe verdadeiro consenso em que no ano 1983 foi o da descolagem definitiva do ciclismo espanhol. Ano recordado pelo magnífico Tour de France que fizeram Arroyo (2.º) e Delgado (15.º), então no seio da equipa Reynolds. Mas não podemos esquecer que também contribuíram a ganhar essa nova imagem no pelotão internacional os sucessos colectivos da equipa ZOR, que, com a contribuição de Rupérez, essa mesma temporada foi capaz de vencer na classificação geral por equipas tanto da Volta a Espanha que venceu Hinault, como do Giro de Itália que coroou a Saronni.
O triunfo de Rupérez na Vuelta de 1980, bem como o seu bom rendimento em outras provas do calendário internacional, convertem-no por direito próprio num dos principais representantes da nova onda do ciclismo espanhol que irrompeu com força a princípios da década de 80, junto com Marino Lejarreta, Alberto Fernández ou Ángel Arroyo, sem esquecer aos Vicente Belda, Eduardo Chozas ou Pedro Muñoz. De facto, Rupérez foi a avançado deste grupo de corredores aos que, a partir de 1983, se incorporaram os primeiros sucessos de Pedro Delgado (profissional desde o ano anterior) e, a partir de 1985 -a última temporada em activo do próprio Rupérez- e anos sucessivos, os de Miguel Indurain.
Como balanço da sua carreira profissional, pode se dizer que Rupérez não era um claro especialista em nada, mas se defendia bem em todos os terrenos. É difícil referir-se a ele como um escalador puro, mas o verdadeiro é que Rupérez tinha boas actuações nas etapas em media e alta montanha, nas que acostumava a entrar com os melhores. Um exemplo disso o temos no Giro de Itália de 1982, que contava com três chegadas em portos de primeira categoria e outras duas etapas de alta montanha, nas que se deviam superar várias cimeiras de primeira categoria ao longo do seu percurso. Pois bem, Rupérez as completou com um terceiro posto, dois sextos postos, e dois sétimos postos. Hinault ganhou dois dessas etapas e finalmente ganhou a classificação geral do Giro. Mas, se somámos os tempos dessas cinco etapas, mal lhe sacou um minuto e meio a Rupérez (bonificações à margem), enquanto o soriano, junto a Vicente Belda (enrolado na Kelme) lhe deu relevos a Hinault numa dessas etapas decisivas (a decima sétima, de 232 km, que terminava em Boario Terme) quando o francês estava literalmente contra as cordas. As imagens da época mostraram a Hinualt chegando à meta, esgotado, a duras penas aguentando a roda de Belda e Rupérez, mas isso depois foi decisivo para que o "tiburão" galo pudesse fazer com a classificação geral do Giro. Ao final, Rupérez só pôde ser 10.º em dita classificação geral, já que não se corresponde com as suas boas actuações, mas isso se deveu em grande parte a uma inoportuna queda na sexta etapa, que lhe fez perder mais de 5 minutos, com a particularidade que foi o único dos chefes de fileiras que resultou afectado por esse incidente. Descontando esses minutos, Rupérez tivesse concluído esse Giro na 6.ª praça, por adiante de Saronni, Beccia ou Moser.
Se a maior virtude de Rupérez era a regularidade, o seu maior defeito era a sua escassa eficácia no sprint, coisa que lhe privou de alguns sucessos ao longo da sua carreira. Em mudança, foi um bom rodador, sendo temido pela suas longas escapadas em solitário, forjadas quando a estrada picava para acima, aproveitando tanto as ascensões como as descidas dos portos de montanha que pudessem enjeitar o percurso. Estes ataques foram a origem da imensa maioria das suas vitórias. Enquanto nas etapas contrarrelógio, pese a não atingir as prestações dos melhores ciclistas do momento, se defendia razoavelmente bem, como o demonstram vários Top-Ten em sendas etapas contra o crono da Volta a Espanha (o seu melhor posto nesta disciplina foi um 5.º, na de 1983) ainda que também fez gala de aceitáveis prestações nas etapas contrarrelógio dos Giros de Itália, que sempre contavam com um elenco de bons especialistas do pelotão internacional (o seu melhor posto numa etapa deste tipo foi o 10.º, ex-aequo com o especialista alemão Gregor Braun, na edição de 1983, mas também conseguiu vários Top-20) bem como na Volta à Catalunha ou na Volta ao País Basco (bastantes Top-ten entre ambas provas, com um 3.º como melhor posto, na edição de 1983 da Vuelta, tão só por trás do melhor especialista espanhol da época, Julián Gorospe, e do suíço Thalman).
Ao longo da sua carreira, depois da sua prometedora temporada como neo-profissional (1979) Rupérez exerceu de líder da sua equipa nas temporadas 1980, 1981 e 1982, nas que se concentram os seus triunfos mais relevantes. Mas, a partir de 1983, com o contrato de Alberto Fernández pela ZOR, passou a exercer como seu lugartenente. Expressão que define melhor que a de gregário o seu desempenho em carreira. Esta circunstância repetiu-se na temporada de 1984. Uma dos episódios mais relevantes desta relação deu-se na Semana Catalã de 1983, já que no último dia de competição, quando Rupérez já a tinha virtualmente vencida, no trajecto que ia da descida do último porto de montanha até à meta, o soriano levantou o pé do pedal para que desse modo Alberto Fernández, que vinha luzindo o maillot de líder, mas bastante rezagado e muito justo de forças, pudesse recortar distâncias, manter essa liderança in extremis, e desse modo fazer com o triunfo final. 
Devido a diversos problemas físicos, ao terminar a temporada de 1985, que foi a única realmente fraca resultados, Rupérez decidiu pendurar a bicicleta. Quiçá prematuramente. Porque a sua foi uma carreira profissional mais bem curta, se a comparamos com a de outros ciclistas da época (e com mais razão se o comparamos com as carreiras dos ciclistas dos nossos dias). Apesar do qual, Rupérez acumulou um total de 31 vitórias como profissional (incluindo 28 na modalidade de fundo em estrada; uma em pista e outras duas na modalidade de ciclo-cross). Todo isso sem contar com vários triunfos menores, entre os que há que realçar diversos prêmios conseguidos em voltas de uma semana, como os da montanha (Semana Catalã de 79, Volta às Astúrias de 84, Volta aos Três Cantos de 85), ou da regularidade (Volta às Astúrias de 83), e inclusive o dos sprints especiais (Volta à La Rioja de 84... acumulados, não ao sprint, sinão graças a duas dessas longas escapadas que tanto lhe caracterizavam -e que também lhe valeram um triunfo de etapa nessa edição da citada competição-).
Depois de abandonar o ciclismo profissional, foi o director técnico do grupo desportivo KAS, formação ciclista onde Sean Kelly ganhou a Volta a Espanha de 1988 às suas ordens. Como curiosidade, Faustino Rupérez é a única pessoa que tem ganhado a Volta a Espanha como corredor e como director. Depois do desaparecimento da equipa KAS, Rupérez foi também director da equipa Puertas Mavisa.
Em 1994 entrou na Federação Espanhola de Desportos para Cegos, onde é director técnico de ciclismo em tandem, tendo ido em dito posto aos Atlanta, Sydney e Atenas.

## Palmarés
| - 1977 (Elite Sub-23) - Campeonato da Espanha em estrada - Cinturón a Mallorca, mais 2 etapas - Volta a Córdoba - 1 etapa da Volta a Segovia - 1979 - Clássica de Ordizia - 1 etapa da Volta a Aragão - 1 etapa da Challenge Costa de Azahar - Campeonato da Espanha em estrada - 1980 - Volta a Espanha, mais 2 etapas - Volta às Astúrias, mais 1 etapa - 1981 - Volta a Burgos, mais 1 etapa - Volta à Catalunha - 1 etapa da Volta a Cantábria - G.P. San Froilán - Seis dias de Madri (com Donald Allan) | - 1982 - Clássica de Ordizia - 1 etapa da Volta a Burgos - 1 etapa da Volta às Astúrias - Giro do Piamonte - G. P. Pascuas - 1983 - 1 etapa da Volta às Astúrias - G.P. Náquera - 1984 - Volta às Astúrias - 1 etapa da Volta à La Rioja - Torrejón-Dyc - 1985 - 1 etapa da Challenge Castela e Leão |

## Resultados nas grandes voltas
| Carreira           | 1979 | 1980 | 1981 | 1982 | 1983 | 1984 | 1985 |
| ------------------ | ---- | ---- | ---- | ---- | ---- | ---- | ---- |
| Giro d'Italia      | -    | 11.º | Ab.  | 10.º | 7.º  | 13.º | -    |
| Tour de France     | -    | -    | -    | -    | -    | -    | 39.º |
| Volta a Espanha    | 4.º  | 1.º  | 8.º  | 4.º  | 10.º | 21.º | 19.º |
| Mundial em Estrada | 42.º | -    | 58.º | 14.º | 4.º  | -    | -    |

-: não participa

Ab.: abandono

## Equipas
- Moliner-Vereco (1979)
- Zor-Vereco (1980)
- Zor-Helios (1981-1982)
- Zor Gemeaz Cusin-Rossin (1983)
- Zor-Gemeaz (1984-1985)